# Діон Чарльз
Діон Чарльз (англ. Dion Charles, нар. 7 жовтня 1995, Престон) — північноірландський футболіст, нападник англійського клубу «Болтон Вондерерз».
Виступав, зокрема, за клуби «Блекпул» та «Аккрінгтон Стенлі», а також національну збірну Північної Ірландії.

## Клубна кар'єра
Народився 7 жовтня 1995 року в місті Престон. Вихованець футбольної школи клубу «Блекпул». У сезоні 2013/14 юув у заявці першої команди, але так за неї і не дебютував, після чого покинув рідний клуб.
Протягом 2014—2016 року захищав кольори напіваматорського клубу «Файлд» з Північної конференції.
У липні 2016 року приєднався до клубу Першої англійської ліги «Флітвуд Таун», але за клуб зіграв лише одну гру в рамках Трофею Футбольної ліги, а більшість часу провів в оренді у «Галіфакс Тауні», якому допоміг вийти з Національної ліги Північ до Національної ліги.
12 січня 2018 року Чарльз приєднався до іншої команди Національної ліги Північ «Саутпорт», де провів півтора роки. Більшість часу, проведеного у складі команди, був основним гравцем атакувальної ланки команди.
З 2019 року три сезони захищав кольори клубу «Аккрінгтон Стенлі» з англійської Першої ліги. Граючи у складі «Аккрінгтон Стенлі» також здебільшого виходив на поле в основному складі командиі був одним з головних бомбардирів команди, маючи середню результативність на рівні 0,33 гола за гру першості.
До складу клубу «Болтон Вондерерз» приєднався 1 січня 2022 року. 2023 року виграв з командою Трофей Футбольної ліги, забивши один з голів у фіналі проти «Плімут Аргайла» (4:0). Станом на 27 січня 2024 року відіграв за клуб з Болтона 91 матч в національному чемпіонаті.

## Виступи за збірні
2016 року залучався до складу молодіжної збірної Північної Ірландії. На молодіжному рівні зіграв у 3 офіційних матчах.
28 березня 2021 року дебютував в офіційних матчах у складі національної збірної Північної Ірландії у товариському матчі проти США (1:2). В березні 2023 року забив свої перші голи на міжнародному рівні під час перемоги на виїзді проти Сан-Марино (2:0), відзначившись дублем у грі відбору на Євро-2024.
| Дата       | Місто                  | Господарі         | Результат | Гості             | Турнір                               | Голи | Примітки |
| ---------- | ---------------------- | ----------------- | --------- | ----------------- | ------------------------------------ | ---- | -------- |
| 28-3-2021  | Белфаст                | Північна Ірландія | 1 – 2     | США               | товариський матч                     | -    | 60'      |
| 30-5-2021  | Клагенфурт-ам-Вертерзе | Північна Ірландія | 3 – 0     | Мальта            | товариський матч                     | -    | 62'      |
| 3-6-2021   | Дніпро (місто)         | Україна           | 1 – 0     | Північна Ірландія | товариський матч                     | -    | 89'      |
| 5-9-2021   | Таллінн                | Естонія           | 0 – 1     | Північна Ірландія | товариський матч                     | -    | 55' 68'  |
| 8-9-2021   | Белфаст                | Північна Ірландія | 0 – 0     | Швейцарія         | Відбір до ЧС 2022                    | -    | 68'      |
| 12-10-2021 | Софія (місто)          | Болгарія          | 2 – 1     | Північна Ірландія | Відбір до ЧС 2022                    | -    | 82'      |
| 25-3-2022  | Люксембург             | Люксембург        | 1 – 3     | Північна Ірландія | товариський матч                     | -    | 63' 80'  |
| 29-3-2022  | Белфаст                | Північна Ірландія | 0 – 1     | Угорщина          | товариський матч                     | -    | 46'      |
| 2-6-2022   | Белфаст                | Північна Ірландія | 0 – 1     | Греція            | Ліга націй УЄФА 2022-2023 - 1-й етап | -    | 71'      |
| 9-6-2022   | Приштина               | Косово            | 3 – 2     | Північна Ірландія | Ліга націй УЄФА 2022-2023 - 1-й етап | -    | 68'      |
| 12-6-2022  | Белфаст                | Північна Ірландія | 2 – 2     | Кіпр              | Ліга націй УЄФА 2022-2023 - 1-й етап | -    | 69'      |
| 24-9-2022  | Белфаст                | Північна Ірландія | 2 – 1     | Косово            | Ліга націй УЄФА 2022-2023 - 1-й етап | -    | 76'      |
| 27-9-2022  | Афіни                  | Греція            | 3 – 1     | Північна Ірландія | Ліга націй УЄФА 2022-2023 - 1-й етап | -    | 68'      |
| 23-3-2023  | Серравалле             | Сан-Марино        | 0 – 2     | Північна Ірландія | Відбір до ЧЄ 2024                    | 2    |          |
| 26-3-2023  | Белфаст                | Північна Ірландія | 0 – 1     | Фінляндія         | Відбір до ЧЄ 2024                    | -    | 74'      |
| 16-6-2023  | Копенгаген             | Данія             | 1 – 0     | Північна Ірландія | Відбір до ЧЄ 2024                    | -    | 69'      |
| 19-6-2023  | Белфаст                | Північна Ірландія | 0 – 1     | Казахстан         | Відбір до ЧЄ 2024                    | -    | 72'      |
| 7-9-2023   | Любляна                | Словенія          | 4 – 2     | Північна Ірландія | Відбір до ЧЄ 2024                    | -    | 46'      |
| 10-9-2023  | Астана                 | Казахстан         | 1 – 0     | Північна Ірландія | Відбір до ЧЄ 2024                    | -    | 81'      |
| 17-11-2023 | Гельсінкі              | Фінляндія         | 4 – 0     | Північна Ірландія | Відбір до ЧЄ 2024                    | -    | 60'      |
| 20-11-2023 | Белфаст                | Північна Ірландія | 2 – 0     | Данія             | Відбір до ЧЄ 2024                    | 1    | 87'      |
| Усього     |                        | Матчів            | 21        |                   | Голів                                | 3    |          |

## Досягнення
- Володар Трофею Футбольної ліги: 2022/23[8]